# روزر (تگزاس)
روزر، تگزاس(به انگلیسی: Rosser, Texas) شهری در ایالت تگزاس از ایالات جنوبی ایالات متحده آمریکا است. در سرشماری سال ۲۰۰۰، جمعیت این شهر ۳۷۹ نفر اعلام شد.